# Aleyde IV
Aleyde IV est une religieuse cistercienne qui fut la 18e abbesse de l'abbaye de la Cambre.